# Kevin Heffernan (acteur)
Pour les articles homonymes, voir Heffernan.
Kevin Heffernan est un acteur américain né le 25 mai 1968 à West Haven (Connecticut). Il est un membre du groupe de comédiens Broken Lizard.

## Filmographie
- 2001 : Super Troopers : Farva
- 2004 : Club Dread : Lars
- 2005 : L'École fantastique (Sky High) : Ron Wilson
- 2005 : Shérif, fais-moi peur : Sheev
- 2006 : Beerfest (Le Festi-Bière au Québec) : Landfill
- 2007 : How I Met Your Mother  (Saison 3,Épisode 6) : Ted Mosby Star du porno
- 2009 : The Slammin' Salmon
- 2012 : The Babymakers
- 2014 : Broken Lizard Stands Up
- 2018 : Super Troopers 2